# Haine pour haine
Pour plus de détails, voir Fiche technique et Distribution.
Haine pour haine (Odio per odio) est un western spaghetti italien réalisé par Domenico Paolella et sorti en 1967,.

## Synopsis
Le jeune Mexicain Manuel a trouvé assez d'or pour arrêter de travailler. Alors qu'il est sur le point de retirer ses économies dans une banque new-yorkaise, des braqueurs lui vole toute sa fortune. Manuel se met immédiatement à leur poursuite, déterminé à récupérer son or à tout prix. Malheureusement, on le confond avec les voleurs et il est mis en prison...

## Fiche technique
Sauf indication contraire, les informations mentionnées dans cette section peuvent être confirmées par la base de données cinématographiques Unifrance,  présente dans la section « Liens externes ».
- Titre français : Haine pour haine[3]
- Titre original italien : Odio per odio[4]
- Réalisation : Domenico Paolella
- Scenario : Domenico Paolella, Fernando Di Leo, Bruno Corbucci, Mario Amendola
- Photographie :	Alejandro Ulloa, Giovanni Bergamini
- Montage : Sergio Montanari
- Musique : Guglielmo Brezza (it) (sous le nom de « Willy Brezza »)
- Décors : Amedeo Mellone
- Costumes : Berenice Sparano
- Trucages : Massimo Giustini
- Production : Italo Zingarelli, Roberto Palaggi
- Société de production : West Film
- Pays de production :  Italie
- Langue originale : italien
- Format : Couleur par Eastmancolor - 1,85:1 - Son mono - 35 mm
- Durée : 97 minutes[4])
- Genre : Western spaghetti
- Dates de sortie :
  - Italie : 18 août 1967
  - France : 3 septembre 1969[3]
- Affiche : Jean Mascii (France)

## Distribution
- Antonio Sabàto : Miguel
- John Ireland : James Cooper
- Mirko Ellis : Moxon
- Nadia Marconi : Jenny Cooper
- Gloria Milland : Maria Consuelo Cooper
- Fernando Sancho : Coyote
- Piero Vida : Zorito
- Gianni Di Benedetto : Le médecin de la prison
- Dada Gallotti : Mme Driscoll
- Emilio Sancho : Iena
- Luigi Perelli : John Cooper
- Dony Baster : Stoney
- Antonio Iranzo : Fulton
- Mario De Simone : Un pêcheur
- Sergio Scarchilli : Martinez
- Osvaldo Genazzani : Le shérif

## Accueil
Le film a engrangé 711,1 millions de lires de recettes dans les salles italiennes